# Vigliano Biellese

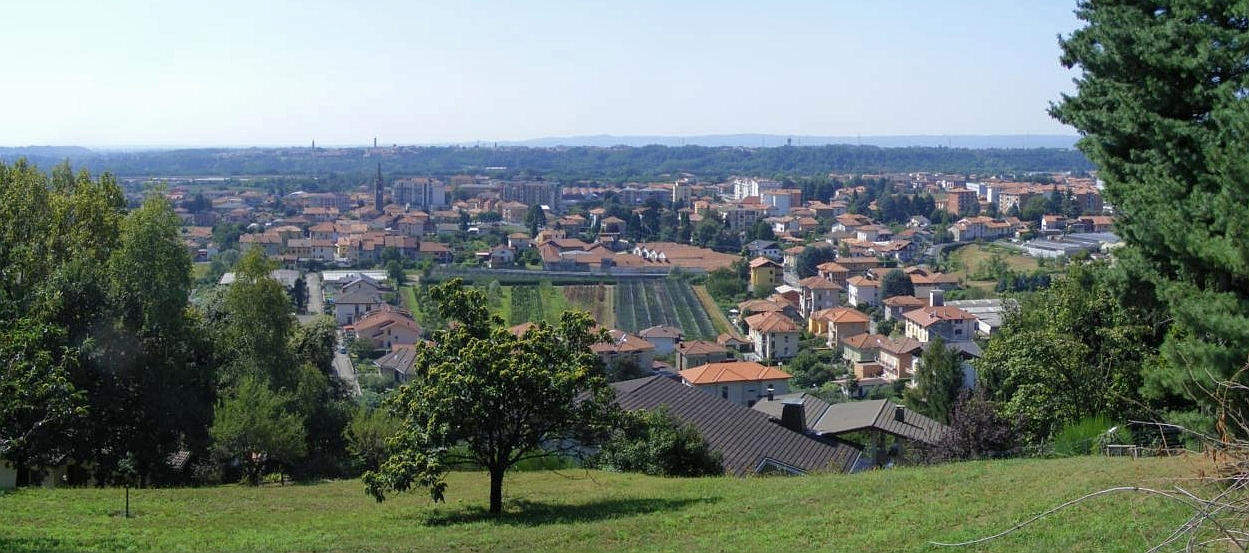
Panorama

Vigliano Biellese ist eine Gemeinde mit 7573 Einwohnern (Stand 31. Dezember 2023) in der italienischen Provinz Biella (BI), Region Piemont.
Die Nachbargemeinden sind Biella, Candelo, Cerreto Castello, Cossato, Ronco Biellese und Valdengo.

## Geographie
Das Gemeindegebiet umfasst eine Fläche von 8 km².

## Kulinarische Spezialitäten
In der Umgebung von Vigliano Biellese wird Weinbau betrieben. Das Rebmaterial findet Eingang in den DOC-Wein Coste della Sesia.